# Franke Previte
Franke Previte (New Brunswick, 2 maggio 1946) è un musicista e compositore statunitense.

## Biografia
Cantante della band di pop rock Franke and the Knockouts, nel 1988 ha vinto l'Oscar alla migliore canzone per il brano (I've Had) The Time of My Life, colonna sonora del film Dirty Dancing - Balli proibiti.